# Molybdate de sodium
Le molybdate de sodium est un composé chimique, molybdate de sodium de formule Na2MoO4.